# Rick Sanford
Richard Sanford (Rock Hill, 9 gennaio 1957) è un ex giocatore di football americano statunitense che ha militato nel ruolo di defensive back nella National Football League (NFL).

## Carriera
Al college Sanford giocò a football alla South Carolina University. Fu scelto dai New England Patriots nel corso del primo giro (venticinquesimo assoluto) del Draft NFL 1979. Vi giocò fino alla stagione 1984, con un primato in carriera di 7 intercetti nel 1983. Chiuse l'esperienza da professionista con una stagione ai Seattle Seahawks nel 1985.